# How Deep Is Your Love (Bee Gees)
How Deep Is Your Love è un singolo del gruppo musicale australiano Bee Gees, pubblicato nel settembre 1977 come secondo estratto dalla colonna sonora La febbre del sabato sera.

## Descrizione
Originariamente pensato per Yvonne Elliman, il brano alla fine fu usato per la colonna sonora del film La febbre del sabato sera, dove compare nei titoli di coda.

## Successo commerciale
Raggiunse la posizione numero tre in Inghilterra, mentre negli Stati Uniti raggiunse la vetta della Billboard Hot 100 il 24 dicembre 1977 per tre settimane, e rimase nella top 10 per 17 settimane. Nel resto del mondo è arrivato al primo posto in Canada, Finlandia e Francia, secondo in Irlanda, terzo in Australia e Regno Unito, quarto in Svezia, quinto in Norvegia, sesto in Nuova Zelanda, settimo in Spagna e ottavo in Olanda.
La canzone ha vinto il Grammy Award for Best Pop Performance by a Duo or Group with Vocals 1978 ed è alla posizione #366 nella lista delle 500 migliori canzoni secondo la rivista Rolling Stone. Nella stessa classifica il gruppo dei Bee Gees è presente anche con Stayin' Alive.

## Classifiche

### Classifiche settimanali
| Classifica (1977/78)             | Posizione massima |
| -------------------------------- | ----------------- |
| Australia                        | 3                 |
| Austria                          | 13                |
| Belgio (Fiandre)                 | 12                |
| Belgio (Vallonia)                | 24                |
| Canada                           | 1                 |
| Finlandia                        | 1                 |
| Francia                          | 1                 |
| Germania                         | 21                |
| Irlanda                          | 2                 |
| Norvegia                         | 5                 |
| Nuova Zelanda                    | 6                 |
| Paesi Bassi                      | 8                 |
| Regno Unito                      | 3                 |
| Spagna                           | 7                 |
| Stati Uniti                      | 1                 |
| Stati Uniti (adult contemporary) | 1                 |
| Sudafrica                        | 2                 |
| Svezia                           | 4                 |

### Classifiche di fine anno
| Classifica (1977) | Posizione |
| ----------------- | --------- |
| Regno Unito       | 19        |
| Classifica (1978) | Posizione |
| Australia         | 17        |
| Francia           | 9         |
| Stati Uniti       | 6         |
| Sudafrica         | 8         |

### Classifiche di fine decennio
| Classifica (1970-79) | Posizione |
| -------------------- | --------- |
| Stati Uniti          | 4         |

## Cover (parziale)
Esistono numerose cover della title track di questo singolo. Qualcosa attorno al migliaio di versioni, secondo quanto riportato dal sito SecondHandSongs.
- Nel 1978 Peppino di Capri incide la versione in italiano intitolata Fiore di carta (Splash, SPH 1030), inserita nell'album Verdemela (Splash, SPL 713).
- Mina ne ha incisa una in Finalmente ho conosciuto il conte Dracula... del 1985.
- I Take That ne hanno pubblicato una loro versione nel singolo omonimo nel 1996.
- Nel 2021 Benedetta Caretta inserisce la cover nell'album Benedetta (Lina Records, 2021), pubblicato negli Stati Uniti d'America.
- John Frusciante, ex chitarrista dei Red Hot Chili Peppers, si diletta spesso a suonarla in versione acustica.[Quando?]
- Una cover in tedesco, Ich mag Steffie, è cantata da Guildo Horn, che ha cambiato completamente il testo facendone un omaggio a Steffi Graf.[Quando?]